# 休氏舌天竺鯛
休氏舌天竺鯛（學名：Glossamia heurni），為輻鰭魚綱鈎頭魚目天竺鯛科舌天竺鯛屬下的一個種，分布於西太平洋新幾內亞北部曼伯拉莫河及沃波加河流域，本魚體呈橢圓形，稍側扁，頭大、眼大，口大且斜裂，頜齒細小，呈淺棕色至銀灰色，體側具有數條黑色斜橫紋，尾柄有2條模糊的黑色橫紋，尾鰭基部有2個黑色圓班，背鰭2個，尾鰭截形，棲息植被生長的氾濫平原、沼澤淺水域，夜間活動，屬肉食性，繁殖期時，雄魚具有口孵習性，卵約7日化成仔魚，由雄魚吐出，具短暫的仔魚飄浮期，生活習性不明。